# Eynort
Eynort (Schots-Gaelisch: Aoineart) is een dorp op het eiland Skye in de Schotse lieutenancy Ross and Cromarty in het raadsgebied Highland.